# Stadio Pio XII
Das Stadio Pio XII ist ein Fußballstadion in Albano Laziale, südlich der italienischen Hauptstadt Rom. Es wurde nach Papst Pius XII. (1876–1958) benannt. Derzeit bietet das Stadion auf seiner unüberdachten Haupttribüne etwa 1500 Zuschauern Platz.

## Nutzung
Die Anlage wird hauptsächlich für Fußball genutzt. Der unterklassige Fußballverein ASD Albalonga (Associazione Sportiva Dilettante Albalonga) aus der Eccellenza Lazio/A nutzt die Sportstätte für seine Spiele. Es dient neben dem Stadio Petriana auch als Spielstätte der Fußballauswahl der Vatikanstadt. 